# 高分子化学
高分子化学（こうぶんしかがく、英語：polymer chemistry）は、分子量がおよそ 10,000 を超える無機化合物および有機化合物である高分子を研究対象とする学問分野である。主に、タンパク質やポリエチレンなどのポリマーを扱う。
高分子化学を大別すると高分子化学は物理化学的研究領域と有機化学的研究領域とに分けることができる。前者は高分子の分子構造を扱う高分子構造論、高分子固体の熱的性質、力学的性質あるいは電気的性質を扱う高分子固体論、高分子の希薄あるいは濃厚溶液の物性を扱う高分子溶液論などから構成される。後者はモノマーから高分子へと成長増大させる手法に関する高分子合成論と合成論に適用する化学反応を探求する高分子反応論等から構成される。
高分子は低分子とは異なる特異な物性・反応性を持つため、1つの研究分野として確立している。高分子の特異な機能・物性は主に力学的・熱力学的な部分に強く現れるために、固体や溶液の粘弾性などといった物理化学的な視点からの研究が大きく発展している。また、近年では生体高分子に関する研究も大きな柱になっている。

## 歴史

### 前史
自然界における高分子化合物は、おもに有機高分子の生体物質である糖鎖、タンパク質、核酸などとして多種多様なものが見出される。したがって研究対象である高分子自体は有史以前より人類の営みのなかに存在していた。人類が天然高分子を利用していた歴史は古く、紀元前3000年の古代インド文明の遺跡より綿布が見つかっており、絹織物の歴史は新石器時代の中国で始まっている。しかしながら、綿や絹がセルロースやフィブロインといった高分子であると知られていたわけではない。また今日では高分子に分類される、ニトロセルロースやポリスチレンは19世紀に、レーヨンは20世紀初頭に発明・発見されているが、学問対象としての高分子化学が確立するのは比較的最近である。

### 高分子化学の確立
「高分子」概念の確立には、1920年から1935年の15年間に渡る論争があった。
1920年代の半ば頃まで、高分子化合物である天然ゴム、セルロース、デンプン、タンパク質などは低分子化合物が「副電子価」で会合したり、ミセルを形成して見かけ上大きな粒子となっているだけだと考えられていた（会合体説）。例えば、「天然ゴムの構造はイソプレンの環状二量体が会合した物である」とするC. Harriesの説や、1870年に植物学者カール・ネーゲリが提唱したセルロースのミセル説が受け入れられていた。
1917年、チューリッヒ工科大学の教授だったヘルマン・シュタウディンガーは、スイス化学工業協会の講演で「高分子説」をはじめて述べ、それを1920年にドイツ化学会誌に発表した。その主張は上述の天然ゴムなどの物質は通常の有機化合物(低分子化合物)と同じく共有結合によって構成され、非常に長く繋がったものであるとした。しかしシュタウディンガーが「高分子説」を唱えた当初は確固とした実験事実はなく、高分子説は会合体説を採っていた多くの化学者達から猛烈な反対を受けた。1926年9月23日、デュッセルドルフで行われたシンポジウムで高分子説と会合体説について討論が行われたが、5人の講演者の中で高分子説を支持していたのはシュタウディンガーだけだった。
共有結合説の決定的な実験事実は、デンプンを用いた等重合度反応によって得られた。デンプンを三酢酸デンプンにした後、再びデンプンに誘導またはメチルデンプンとし、幾つかの溶媒を用いて溶液浸透圧を測定した。浸透圧から重合度を決定したところ、化学修飾によって重合度はほとんど変化していなかった。会合体説が正しいならば、溶媒や化学修飾の変化で会合状態が変化し、見かけの重合度が変化すると予想される。しかし、実験事実はこの予想に反していた。シュタウディンガーは同様の実験をセルロースやポリ酢酸ビニルなどでも行い、共有結合説を証明した。こうして1935年まで続いた論争は、翌1936年にシュタウディンガーがドイツ化学会誌に自身の研究成果を総括した論文を発表した段階で終結したと同編集部に判断された。

### 発展
高分子化学の成果は、1940年代以降の石油化学工業の発展とともに、初期はウォーレス・カロザースのナイロン66（1930年）など合成繊維に応用され、今日では服飾品から魚網まで天然繊維に取って代わるほど利用されるようになった。また、カール・ツィーグラーとジュリオ・ナッタが開発したチーグラー・ナッタ触媒（1953年）で合成されるポリプロピレン等に代表される合成樹脂（プラスチック）は、建材、機械部品から日用品の素材として幅広く利用されている。
現在では従来より高強度で高収率、或いは特殊な機能を持つ高分子を作るなどの研究が行われている。また、ナノテクノロジーの分野として生体高分子や超分子の性質の解明に関する研究も盛んである。

## 分野

### 高分子構造論
低分子の場合と同様に、X線回折・電子線回折・中性子線回折・赤外線分光・ラマン散乱・NMRなどの手法を用いて研究されている。

### 高分子反応論
新規重合反応のための触媒の研究なども含まれる。